# Núcleo caudado

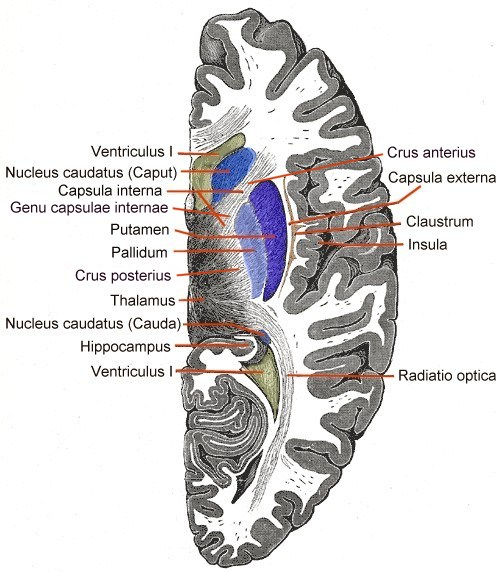
Secção horizontal do hemisfério cerebral direito

O núcleo caudado é um núcleo localizado nos núcleos da base do cérebro de muitas espécies de animais. Possui um papel importante no sistema de aprendizagem e memória do cérebro.

## Funções
Controlar movimentos grosseiros do corpo, junto com o Putâmen.